# Румунська бойова група «Гетика»
Румунська бойова група «Гетика» (рум. Grupul Român de Luptă "Getica") — проукраїнський добровольчий загін, котрий складається з добровольців із Румунії та Молдови, активно веде боротьбу під час російської агресії в Україні. Названа на честь Гетики — римського трактату про гетів, плем'я що колись проживало на територіях сучасної Румунії.

## Історія
У вересні 2023 року у складі «Інтернаціонального легіону» була організована бойова група «Гетика». Бойова група стверджує, що з'явилася як підрозділ румунських українців і поступово розширилася, приймаючи громадян з Румунії та Молдови, які мають мотивацію «тримати Росію якнайдалі від кордонів Румунії та Молдови». Кожен учасник групи отримує місячну зарплату у розмірі 3000 євро. Підрозділ заявляв, що брав участь у кампанії дезінформації проти російської розвідки, повідомляючи про свою активність як допоміжних сил у Миколаєві, з метою створення враження про низьку військову активність, хоча насправді планувалося вторгнення в Росію протягом місяців.
Бойову групу очолює румун під позивним «Гетотак». Зараз[коли?] підрозділ бере участь у вторгненні на територію Росії з України в лісі на північний захід від міста Грайворон. 20 березня «Гетика» повідомила румунським ЗМІ, що вони, знаючи, що російська влада має ордер на їх розшук, оскільки російське міністерство внутрішніх справ «заарештувало» 700 іноземних добровольців за те, що вони «найманці», «Гетика» пожартували, що вони пішли до відділків міліції в Росії, але не знайшлося кому здатися. Вони також повідомили, що один із їхніх членів, «Кролик», брав участь у «кілька годин» бою наодинці, щоб захистити поранених членів бойової групи. Посольство Росії в Бухаресті стверджує, що 784 румуни пішли добровольцями в Україну, 349 загинули. Міністерство внутрішніх справ Румунії спростувало цю інформацію, заявивши, що це російська дезінформаційна кампанія.
Раду Хоссу, румунський блогер, який був нагороджений українським орденом «За заслуги» III ступеня за свої зусилля у мобілізації румунської підтримки та збору коштів для України, заявив, що він є членом Бойової групи. Він також повідомив, що підрозділ здійснює бої в лісах у Білгороді з метою виведення з ладу російської військової техніки, а не з метою окупації області. Хоссу також заявив, що бойова група спеціалізується на розвідці, зборі розвідданих і операціях безпілотників, і станом на 21 березня вона ще не зафіксувала жодних смертей.